# Chaillac-sur-Vienne
Chaillac-sur-Vienne é uma comuna francesa na região administrativa da Nova Aquitânia, no departamento de Alto Vienne. Estende-se por uma área de 15,14 km². Em 2010 a comuna tinha 1 274 habitantes (densidade: 84,1 hab./km²).